# Hamish Glencross
Hamish Glencross (Dundee, 13 febbraio 1978) è un chitarrista scozzese.

## Biografia
Entrò nel gruppo rimpiazzando Calvin Robertshaw nel 1999, poche settimane prima del tour per l'album The Light at the End of the World. Glencross è il secondo più giovane membro della band (la più giovane è la sua fidanzata e cantante Sarah Stanton).
Prima dei My Dying Bride, Hamish suonò per il gruppo progressive metal Seer's Tear e per i doom metal Solstice.

## Curiosità
- È iscritto al Message Boards and Fanclub dei Megadeth con il soprannome "BlackDoom".

## Equipaggiamento
- Chitarre Jackson Guitars
- Processori Line 6
- Marshall Amplification speaker cabinets